# گندله
گُندله (آهن) یعنی گلوله‌های تولید شده از نرمه سنگ آهن و سایر مواد افزودنی که نخست خام و سپس پخته شده و سخت می‌شود؛ و برای احیا به روش سنتی تولید آهن در کوره بلند یا روش‌های متعدد احیای مستقیم به کار می‌رود.

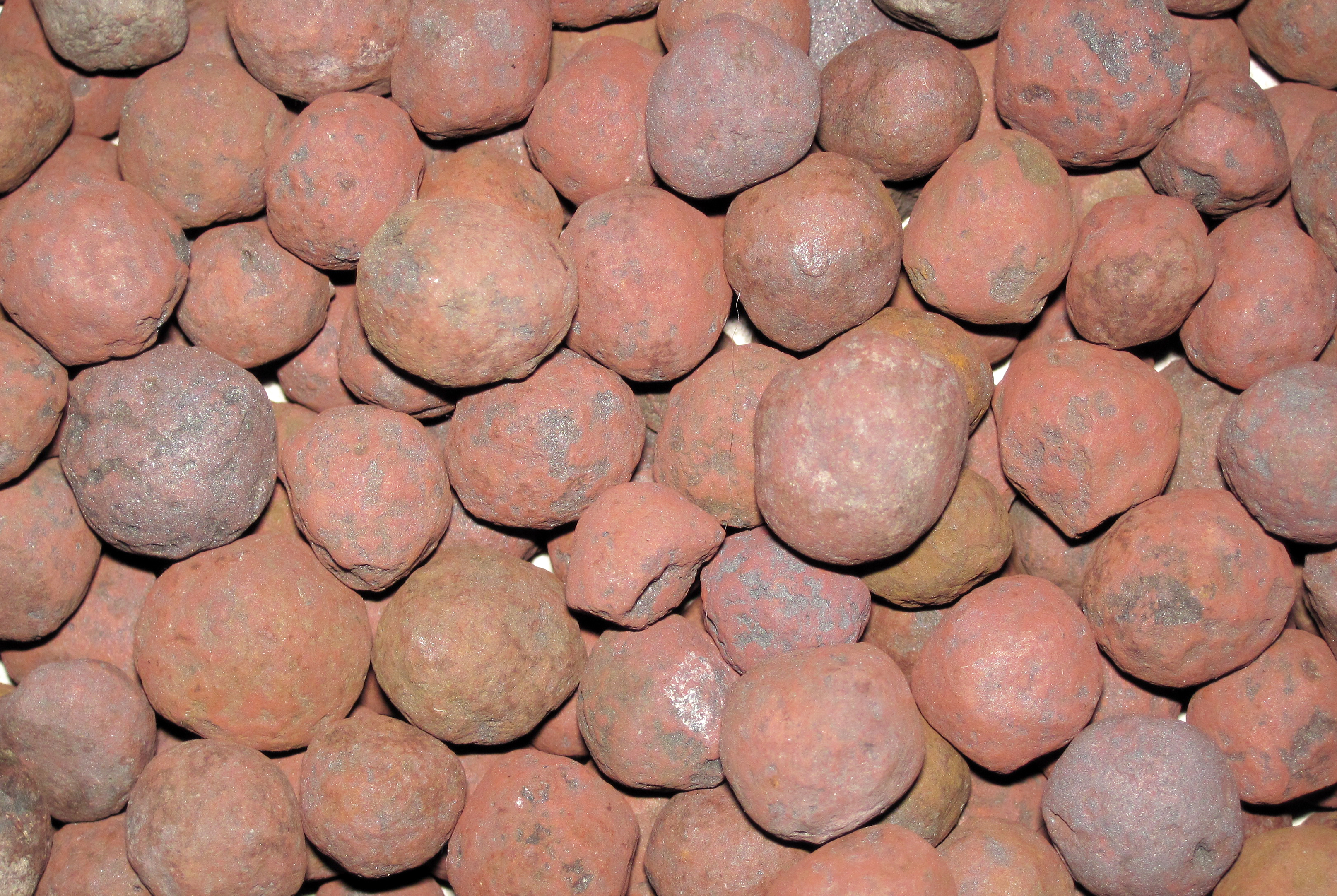
گندله‌های آهن با سطح اکسید شده

گندله نوعی ماده اولیه برای تولید آهن خام است به جای کانه‌های آهن دانه ریز، که به این شکل فیزیکی قابل مصرف نیستند. این نرمه‌ها، تراوایی گاز را در بار کوره بلند به صورت ناموزون کاهش می‌دهند و عملکرد کوره بلند را مختل می‌کنند. همین‌طور در کارخانه احیا مستقیم نیز اشکالاتی را ایجاد می‌نمایند، بنابراین نرمه‌های آهن را به صورت گندله درمی‌آورند که به عنوان فراورده میانی از معدن تا کوره های تولید آهن و فولاد در نظر گرفته می‌شود.
گندله مورد استفاده در روش احیای مستقیم نسبت به گندله کوره بلند درصد آهن بیشتر و ناخالصی کمتری دارد. گندله استفاده شده در کوره بلند باید دارای اندازه بزرگتر و استحکام بالاتری باشد که آن هم به اندازه کوره بلند بستگی دارد. میزان احیا پذیری آهن آن نیز به درجه تخلخل، سطح تماس و تماس جامد گاز بستگی دارد.
برای تولید گندله، سنگ‌های آهن خرد شده و آسیا شده با دانه بندی بین صفر و صد میکرون در سطح جهان به عنوان خوراک گندله عرضه می‌گردد. این مواد اولیه در صورت آسیاب کردن تکمیلی در مدتی کوتاه برای واحدهای احیای مستقیم مانند مجتمع‌های فولاد اهواز و مبارکه که مجهز به تجهیزات گندله سازی هستند، باری مناسب به‌شمار می‌آیند. در برخی از فرآیندهای احیای مستقیم از گندله خام و گندله خام سخت شده نیز استفاده می‌شود. گندله سازی حلقه واسط میان معدن سنگ آهن و کارخانجات تولید فولاد می‌باشد.

## روش تولید
برای این که قادر باشیم در یک ترکیب که محصول نهایی گندله، خرده سنگ‌ها را در کنار هم ثابت نگه داریم. عاملی ضروری مورد نیاز است این عامل همانند چسب این خرده سنگ‌ها را کنار هم نگه می‌دارد نوع این فاکتور به پروژهٔ مد نظرمان بستگی دارد و می‌تواند با توجه به هدف پروژه، متغیر باشد. یکی از متداول‌ترین آپشن‌ها برای این فاکتور خاک رس بنتونیت می‌باشد. برای عملکرد بهتر کوره‌های حرارتی می‌توان از مواد اولیه به علاوهٔ مواد افزودنی دیگری نیز استفاده کرد.
نیروی مکانیکی ناشی از فشرده شدن و چرخش گندله به وجود آمده در داخل دیسک یا استوانه تولید گندله، کشش سطحی آب و نیروی مویینگی آب و مواد چسبنده از قبیل بنتونیت، آهک و دولومیت از جمله عوامل مؤثر بر مقاومت گندله‌ها محسوب می‌شود.
نرمه سنگ آهن با مش ۳۲۵ یا ابعاد (۴۵ میکرون) به همراه آب و مواد افزودنی مثل: هیدرواکسید کلسیم یا شیر آهک، آهک، بنتونیت، و انواع چسب‌های آلی و معدنی (نشاسته، سیمان…) با نسبت معین درون دستگاه گندله سازی ریخته می‌شود سپس مخلوط شده و توسط دستگاه گندله‌ساز چرخانده می‌شود تا گندله‌های مورد نظر ساخته شود. آنالیز آن شامل اکسید فلزاتی مانند سیلیسیم، کلسیم، آلومینیوم، منیزیم، وانادیوم، تیتانیوم، منگنز می‌باشد. همچنین فسفر و گوگرد جزء موارد مضر در آنالیز می‌باشند.
علت افزودن هر کدام از مواد افزودنی از دو عامل بهبود خواص میکانیکی و خواص متالوژیکی خارج نیست. عمده خاصیت مکانیکی قابل توجه در استحکام مکانیکی آنهاست. خواص متالوژیکی قابل بهبود در این مرحله شامل چسبندگی مواد خام به یکدیگر و تسهیل احیا سازی در کوره بلند می‌باشد.
مراحل کلی تولید به شرح زیر است:

### آماده‌سازی مواد اولیه
در اولین مرحله اقدام به آماده‌سازی کنستانتره سنگ آهن و مواد مکملی نظیر بنتونیت می‌شود.

### استفاده از مخروط (دیگواره) گندله سازی
در گذشته برای تولید گندله از مخروط گنده سازی استفاده می‌شد اما امروزه به این منظور در مقیاس صنعتی از دیسک استفاده می‌شود این دیسک‌ها قادر هستند با پاشش آب رطوبت مورد نیاز تولید گندله را نیز فراهم کنند.

### پختن گندله خام
ترکیب به دست آمده از قسمت قبل، آب و کنستانتره سنگ آهن گندله خام است. گندله خام مقاومت کافی جهت قرار گرفتن در کوره بلند را ندارد و ممکن است در این کوره‌ها خرد شود و مشکلاتی را در روند تولید ایجاد کنند (مانند نرمه‌ها)، به همین دلیل مرحله پختن گندله خام و به مجموعه مراحل اضافه می‌شود و مقاومت گندله خام پیدا افزایش می‌کند.

### خشک کردن گندله سبز
گندله بعد از پخته شدن در مرحله قبل اصطلاحاً تحت عنوان گندله سبز شناخته می‌شود. در این مرحله گندله‌ها به صورت کامل خشک نمی‌شوند و هدف از این مرحله حذف رطوبت است. به همین منظور با توجه به کانی موجود در گندله ۲۰ درجه بیشتر از نقطه تشکیل شبنم به گندله حرارت می‌دهند.

### پیش گرم کردن
گندله‌های خشک شده در این مرحله تا ۱۰۰۰ درجه سانتی گراد حرارت می‌بینند. در این مرحله گرم کردن تمامی گندله‌ها به‌طور یکنواخت اهمیت ویژه ای دارد.

### پخت گندله
در این مرحله گندله‌ها با دمای حداکثر ۵۰ درجه سانتی گراد پخته می‌شوند. تمامی این مراحل به منظور جلوگیری از ترک خوردن و خورد شدن و افزایش مقاومت گندله طراحی شده‌است و چنانچه هر یک از این مراحل حذف شود احتمال شکست در تولید گندله بالا خواهد رفت.

## انواع دستگاه‌های گندله سازی

### دیسک گندله ساز

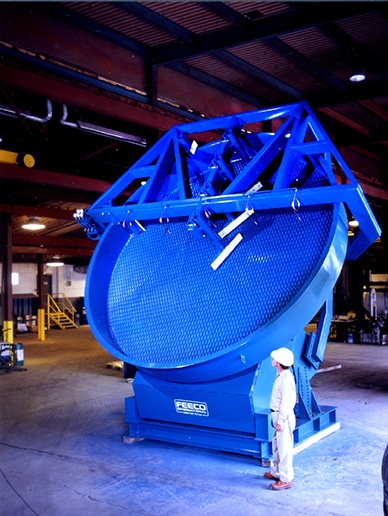
دیسک گندله سازی

دیسک‌های گرد یا چرخان متشکل از دیسک چرخشی شیبدار است که بر روی یک قسمت به‌طور ثابت نصب شده‌است. دیسک‌ها به دلیل تنظیم دقیق ذرات و توزیع آن‌ها انتخاب می‌شوند. همچنین این گندله‌ها به مواد بازیافتی بسیار کمتری نیاز دارند.

#### شیوهٔ کار دیسک گرد کننده
با ورود مواد به دیسک، چرخش شروع می‌شود. با افزودن مداوم چسب و مواد، ذرات به‌طور طبیعی به یکدیگر می‌چسبند و همانند یک نوع گلوله برفی که به مرور بزرگتر و بزرگتر می‌شود گندله سازی صورت می‌گیرد و زمانی که اندازه‌گیری شوند و به اندازهٔ دلخواه برسند، از دیسک تخلیه می‌شوند.

### دیگواره گندله ساز
این دیگواره از یک استوانهٔ بزرگ تشکیل شده‌است که در صورتی که این استوانه‌ها باعث می‌شوند تا مواد به‌طور متراکم صورت گیرند. همان‌طور که در فرایند دیسک‌های گردکننده نیز مشاهده می‌کنیم همواره مقداری چسب به‌طور مستمر وارد این استوانه‌ها می‌شوند و شیب به صورت ملایم می‌باشد به همین منظور باعث سهولت در جاذبهٔ حرکت گلوله‌ها شود.

#### تفاوت اصلی ما بین دیسک‌های دوار و استوانهٔ دوار
این تفاوت در قابلیت کنترل کردن آهن است. استوانه‌های چرخنده قابلیت کنترل کمتری نسبت به دیسک‌های گردکننده دارد. از نظر بهره‌وری، بهره‌وری بیشتری دارند اما فرایند ساده‌تری را ارئه می‌کند.

### کوره پخت
پس از ساختن گلوله‌ها، گلوله‌های سبز باید به فرم نهایی و سخت شده خود برسند. اینکار اغلب با سخت کردن آن‌ها انجام می‌شود. سخت شدن عملیاتی است که گلوله‌ها را تا حدی گرم می‌کند اما نقطه انجماد آن‌ها را پایین می‌آورد و آن‌ها را سخت می‌کند و به‌طور معمول قبل از مرحله خشک شدن، که می‌تواند درحین عملیات سخت شدن یا توسط دستگاه دیگری انجام شود، انجام می‌شود. پس از سخت شدن، گلوله‌ها باید خنک شوند.

## واحدهای تشکیل دهند یک مجمتع گندله سازی
مهم‌ترین واحدهای تشکیل دهنده مجتمع گندله سازی عبارتند از:
- واحد انباشت و برداشت کنسانتره (شامل دو پایل Buffer و دو پایل Blending)
ـ دریافت و ذخیره بنتونیت
ـ دریافت و ذخیره سنگ آهک
ـ خردایش
ـ مخلوط سازی
ـ گوی سازی
ـ پخت گندله
ـ واحد انباشت و برداشت محصول
ـ تأسیسات جنبی

## اهداف تولید
از اهداف تولید گندله افزایش عیار آهن کنسانتره به حدود ۷۰ درصد برای احیای مستقیم و حدود۶۷ درصد برای کوره بلند و تبدیل این کنسانتره به گندله (خرد کردن مواد آهن دار تا حدود ۵۰ میکرون و افزودن درصدی از مواد چسبنده به مواد آهن‌دار خرد شده) کاهش انرژی و هزینه حمل‌ونقل به‌ویژه در حمل مواد آهن‌دار و موارد مشابه، با توجه به عیار بالای آهن و سادگی بارگیری و حمل‌ونقل گندله پخته شده می‌باشد.
ـ کاهش آلودگی محیط زیست در اثر استفاده بیشتر از گندله در فرایند تولید فولاد

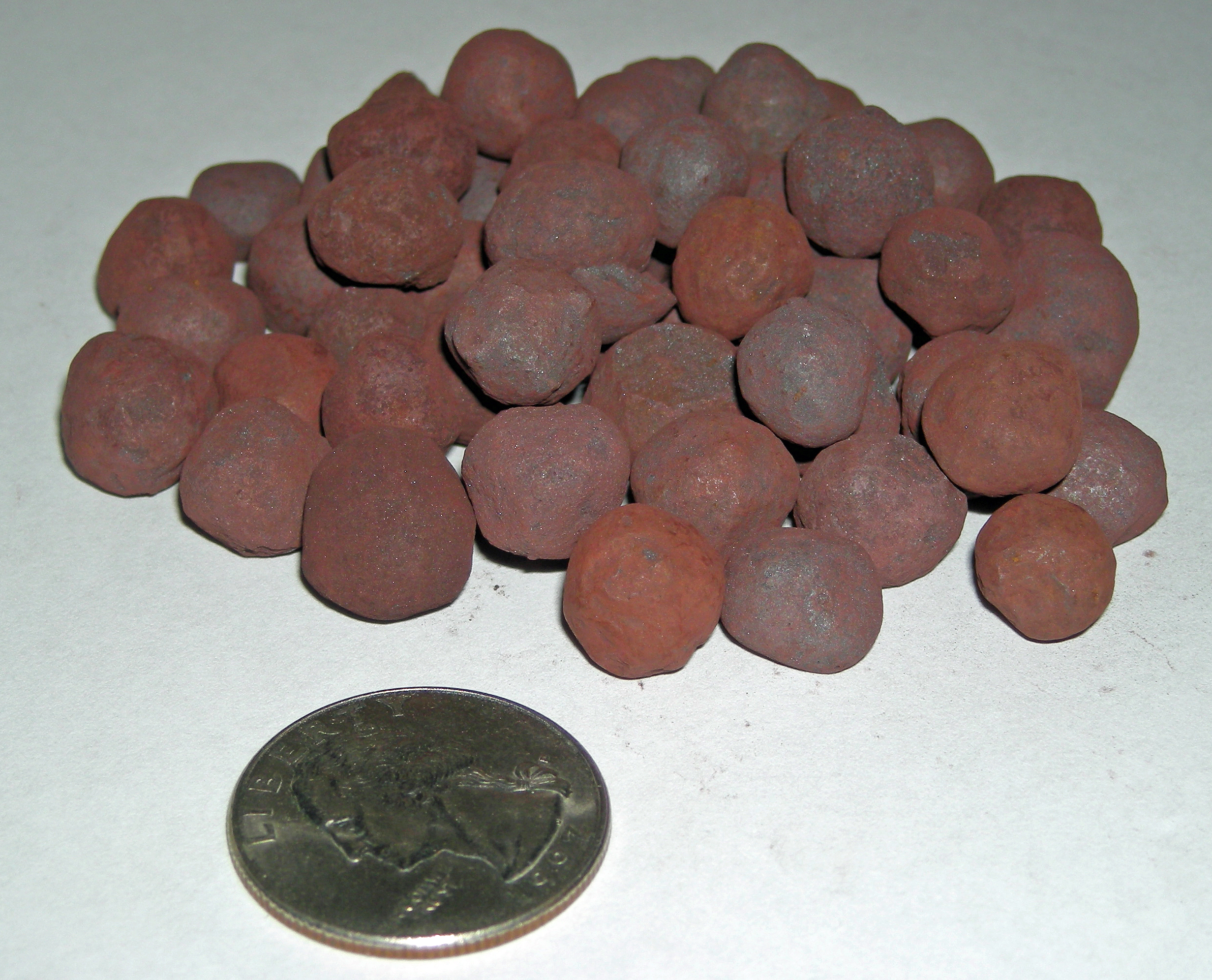
گندله‌های آهن کنار یک سکه به قطر ۲۴ میلی‌متر برای درک بهتر اندازه گندله‌ها

ـ کاهش میزان سرباره تولیدی به ازای هر تن تولید آهن خام مذاب در کوره بلند یا ذوب آهن اسفنجی در کوره قوس الکتریکی
ـ افزایش کارایی کوره بلند و روش‌های مختلف احیای اکسید آهن با گاز و ذوب آنها در کوره‌های قوس الکتریکی
ـ نگهداری و انبارداری آسان گندله سنگ‌آهن در فضای آزاد به مدت طولانی بدون تغییر خواص و کیفیت آن
گندله مصرفی برای تولید آهن اسفنجی دنیا در سال ۲۰۱۴م حدود ۱۰۵ میلیون تن برآورد می‌شود، به عبارتی حدود۳۱۵میلیون تن گندله در کوره‌های بلند دنیا در سال ۲۰۱۴م مصرف شده‌است. مصرف انرژی به ازای هر تن تولید آهن خام مذاب معادل ارزش حرارتی حدود یک تن کک متالورژیکی و میزان سرباره تولیدی به ازای هر تن تولید خام مذاب حدود یک تن بود.
در عمل کارایی کوره بلند برای تولید آهن خام مذاب بسیار کم گزارش شده‌است. قبل از سال ۱۹۱۴م در عمل در دنیا پس از استخراج سنگ‌آهن و دانه‌بندی آنها برحسب نوع سنگ‌آهن استخراج شده به صورت میانگین با دانه بندی ۱۰ تا۳۰ میلیمتر به کوره بلند منتقل می‌شد و با توجه به عیار آهن سنگ‌های استخراج شده میزان سرباره تولیدی به ازای هر تن تولید آهن خام حدود وزن آهن خام مذاب بود.
مصرف مواد آهن‌دار با عیار بیشتر در کوره بلند علاوه بر کاهش مصرف ویژه حامل‌های انرژی به ازای هر تن تولید آهن خام مذاب سبب کاهش سرباره تولیدی و افزایش بازدهی در کوره بلند شده‌است. برای افزایش هرچه بیشتر عیار آهن در کنسانتره به اجبار مواد آهن‌دار استخراج شده از معادن را برای جدایش بهینه برای افزایش عیار آهن باید زیر ۱۰۰ میکرون مواد آهن‌دار معدنی را خردایش کرد.
خردایش بهینه مواد آهن‌دار معادن مختلف متفاوت است که با انجام آزمایش‌های لازم به‌طور تجربی مشخص می‌شود. مصرف کنسانتره با عیار بالای آهن که دانه‌بندی آن زیر ۱۰۰ میکرون باشد را نمی‌توان در کوره بلند، در احیای مستقیم، برای تولید آهن اسفنجی یا برای تولید زینتر استفاده کرد.